# Brûlure
 Mise en garde médicale
La brûlure est une destruction partielle ou totale pouvant concerner la peau, les parties molles des tissus, ou même les os.
La gravité d'une brûlure dépend de plusieurs paramètres : sa localisation, sa topographie (une brûlure dite circulaire, qui fait le tour d'un membre, sera toujours grave), sa profondeur (le degré de brûlure), l'étendue de la surface endommagée (en pourcentage de la surface corporelle totale) et l'agent causal en question.
Une brûlure peut être causée :
- par le contact avec une source chaude (solide, liquide, ou gazeuse) ;
- par le contact avec une substance dite caustique ;
- par frottement ;
- par l'effet de la combustion (action d'une flamme) ;
- par l'effet d'un rayonnement (coup de soleil : rayonnement ultraviolet B, rayonnement infrarouge, rayonnement X) ;
- par l'effet d'un courant électrique (électrisation) ;
- par le froid (gelure).

## Épidémiologie
Dans le monde, les brûlures sont responsables de plus de 300 000 décès annuels d'après l'Organisation mondiale de la santé. Ce nombre est très probablement sous-estimé du fait que la majeure partie des accidents se situent dans les pays défavorisés où il n'existe pas de statistiques précises.
En France, selon la DGOS, on comptait en 2005 environ 400 000 cas de brûlures ayant nécessité des soins médicaux :
- 10 000 avaient entraîné une hospitalisation ;
- 3 670 patients avaient été hospitalisés dans des sites autorisés à l'activité de traitement des grands brûlés ;
- le nombre annuel de décès provoqués par les brûlures était voisin de 1 000 ;
- les brûlures étaient plus fréquentes chez les hommes ;
- les brûlures étaient plus fréquentes entre 1 et 4 ans, avec une probabilité de brûlures multipliée par 3 ;
- 70 % des cas de brûlures chez l'adulte étaient dues à des accidents domestiques.

## Les degrés de brûlure

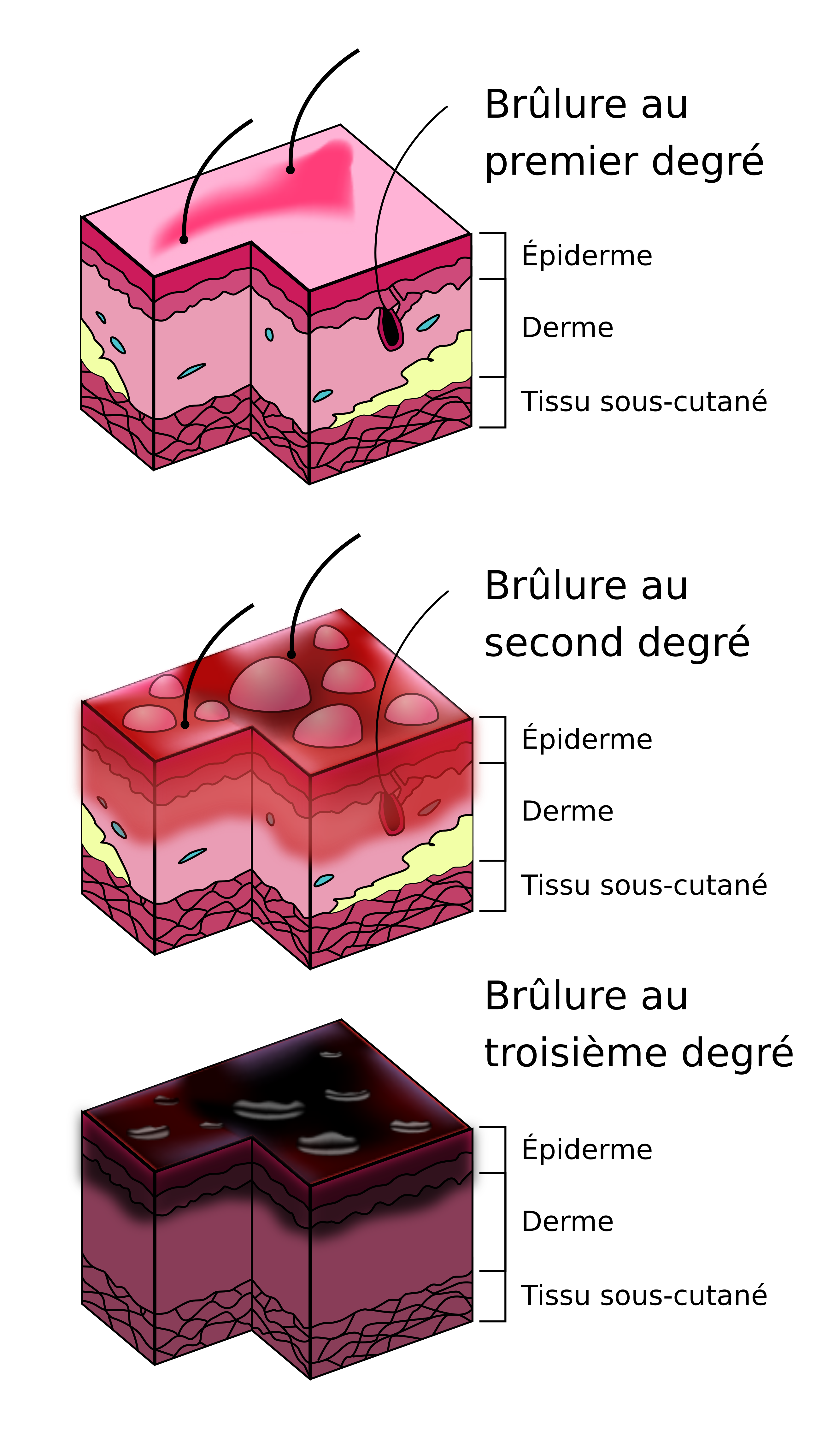
Schéma des brûlures au premier, second et troisième degré sur la peau.

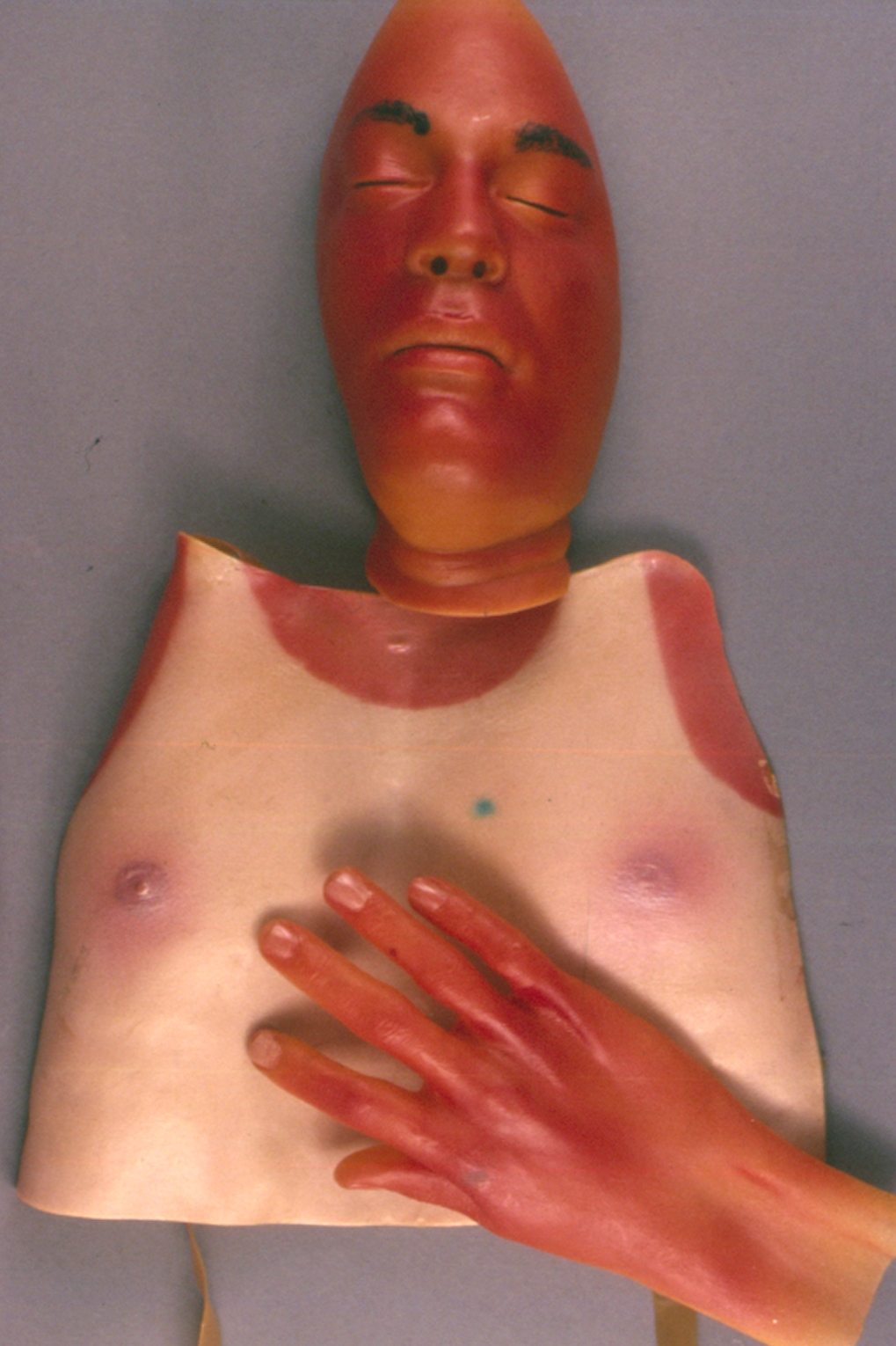
Moulages pédagogique de caoutchouc utilisé par l'US Navy en 1959 pour la formation des marines, présentant les plaies ou "brûlures atomiques (Atomic Burns)" d'un visage, d'une poitrine et d'une main. Army Training Aid Set Moulage, War Wounds, Fabriqué par "Alderson Research Laboratories Inc", pour lUS Navy en 1959, conservé par le musée des archives militaires médicales américaines

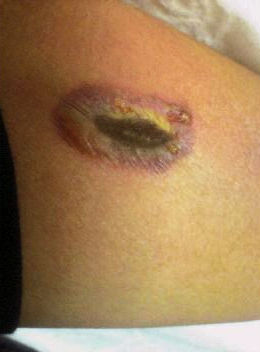
Brûlure du 3e degré, la peau prend une coloration blanche, brune ou noire.

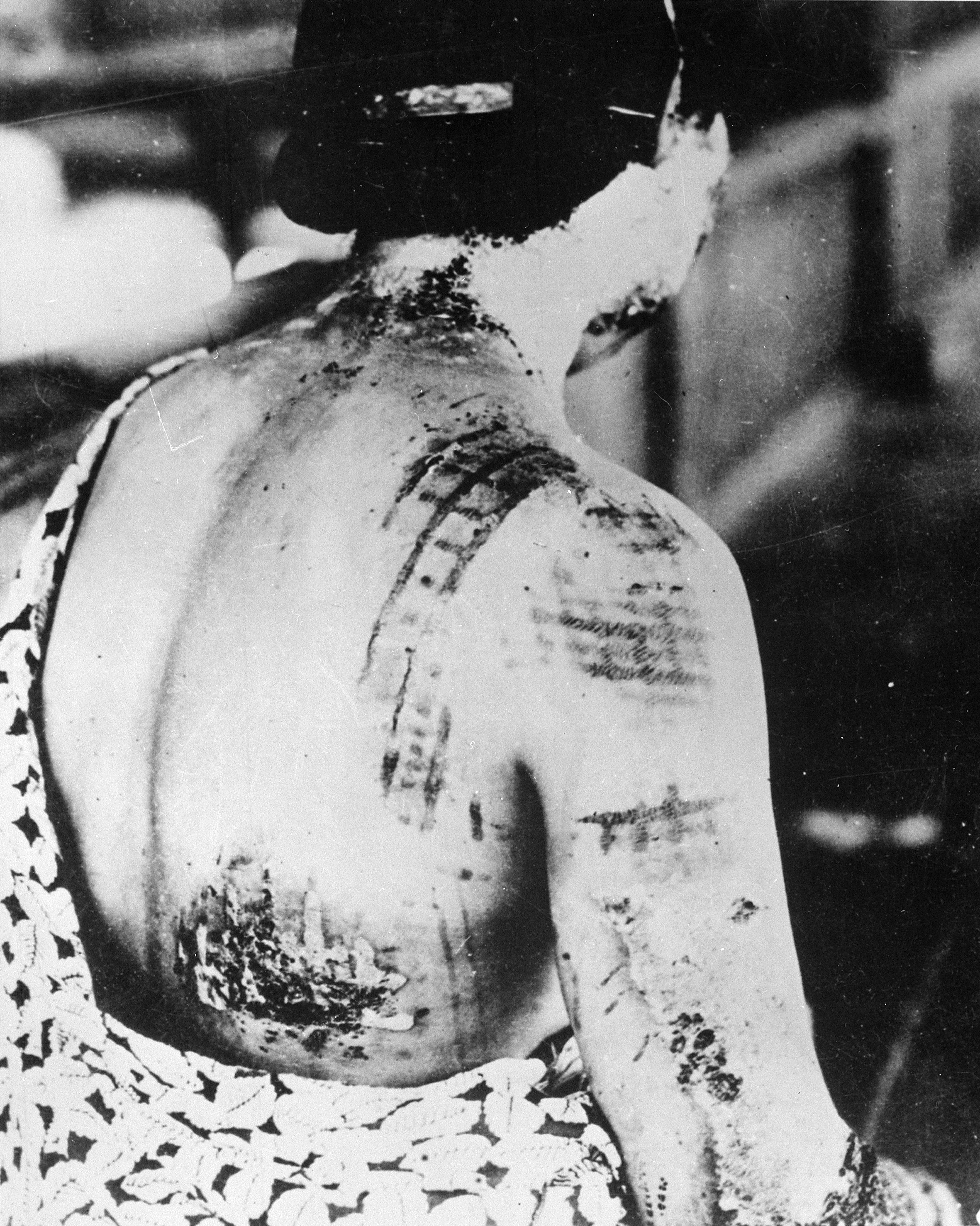
Brûlure par rayons IR, à la suite de l'explosion d'une bombe atomique (1945). La peau porte les traces des motifs foncés du tissu, qui ont absorbé plus de rayons IR alors que les parties claires en ont renvoyé une partie (effet albédo).

L'appréciation reste subjective et peut faire parfois objet de désaccord entre médecins. Le niveau peut évoluer avec le temps, faisant nécessiter parfois une réappréciation une ou deux journées plus tard. La classification en degré se base essentiellement sur l'aspect des lésions. Certaines techniques existent pour essayer de quantifier plus précisément le niveau, tel que l'imagerie par Laser Doppler, l'imagerie infrarouge ou la vidéomicroscopie. Ces techniques restent cependant expérimentales.
Naturellement le degré peut varier suivant la localisation, sur un même individu.

### Brûlures du premier degré ou superficielle
Ce sont les brûlures les moins graves et les plus répandues. Seul l'épiderme est touché. Elles ont pour conséquence l'apparition de rougeur et la sensibilité accrue de la région touchée. Un bon exemple est le coup de soleil simple. Ces brûlures ne nécessitent pas de soins spéciaux pour leur réparation proprement dite, la peau gardant sa capacité de régénération. Toutefois, les douleurs exigent en général leur soulagement ; de simples compresses d'eau froide sur les brûlures peuvent servir à atténuer les douleurs, quand cela est toutefois possible pratiquement.

### Brûlures du deuxième degré
Une brûlure du second degré est définie par l'apparition d'une phlyctène. Les brûlures du second degré se séparent en deux entités : le second degré superficiel et le second degré profond. Ce qui les sépare est le niveau d'atteinte du derme, qui influera sur la capacité de la peau à se régénérer. Le diagnostic de la profondeur est difficile, même pour un professionnel : bien souvent, la brûlure sera qualifiée de « second degré intermédiaire » et c'est l'évolution (sur 7 à 10 jours) qui permettra de faire un diagnostic plus précis. Ce diagnostic est d'autant plus complexe que des zones de profondeur de brûlure variable peuvent coexister sur la même brûlure.
Schématiquement, dans une brûlure du second degré superficiel, la peau se régénèrera d'elle-même en l'absence de surinfection, tandis que le second degré profond se distingue par une impossibilité de régénération : atteinte vasculaire, destruction des cellules souches épidermiques… Le second degré profond impose une greffe de peau.
Un signe classiquement employé est l'hypoesthésie : en cas de perte de sensibilité (zone brûlée paradoxalement indolore), la brûlure est probablement profonde. Cependant, ce signe, bien que pratique dans l'urgence, manque de spécificité comme de sensibilité et ne permet donc pas d'orienter réellement la prise en charge.

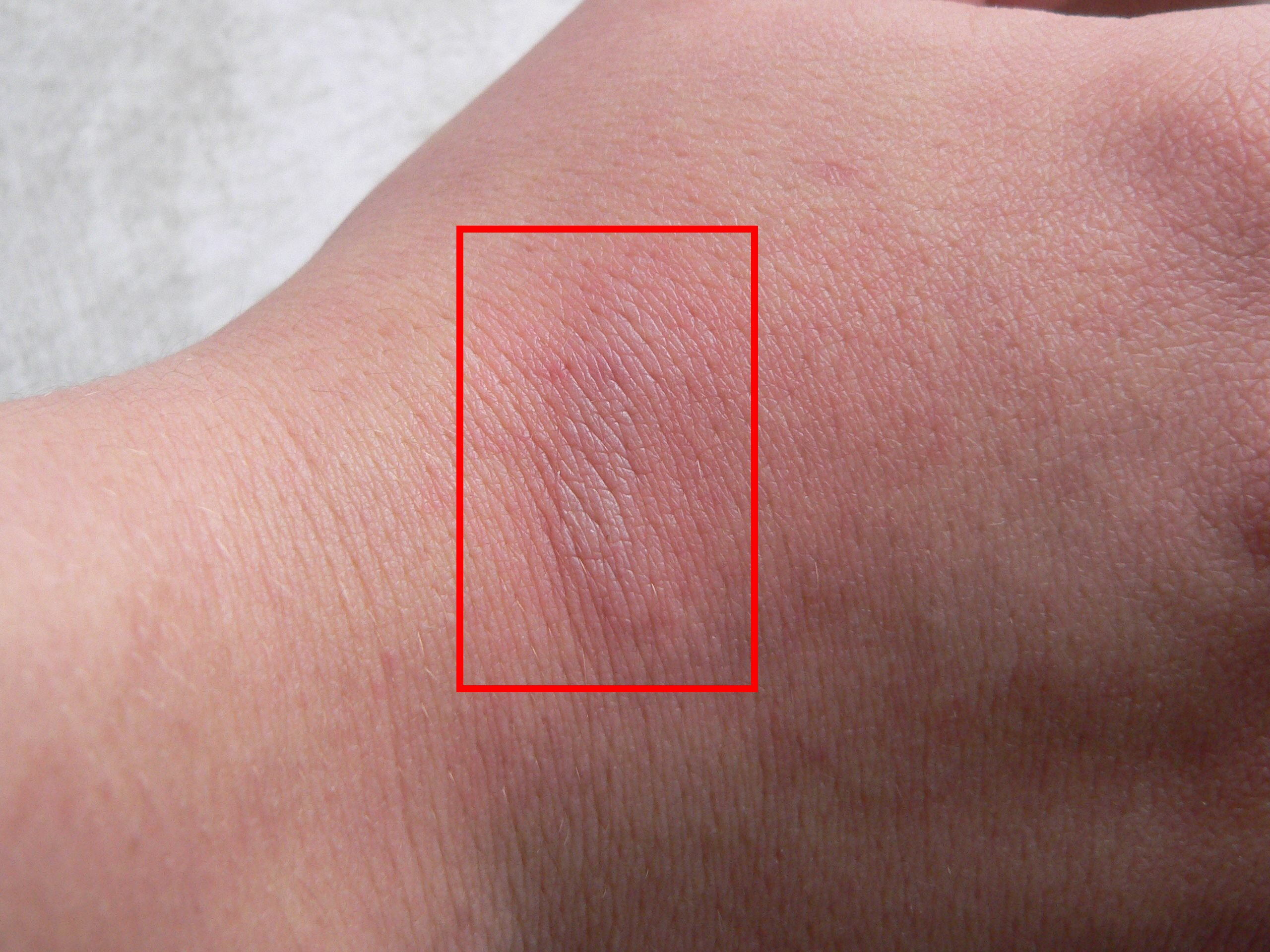
Évolution d'une brûlure du 2e degré — Première heure.
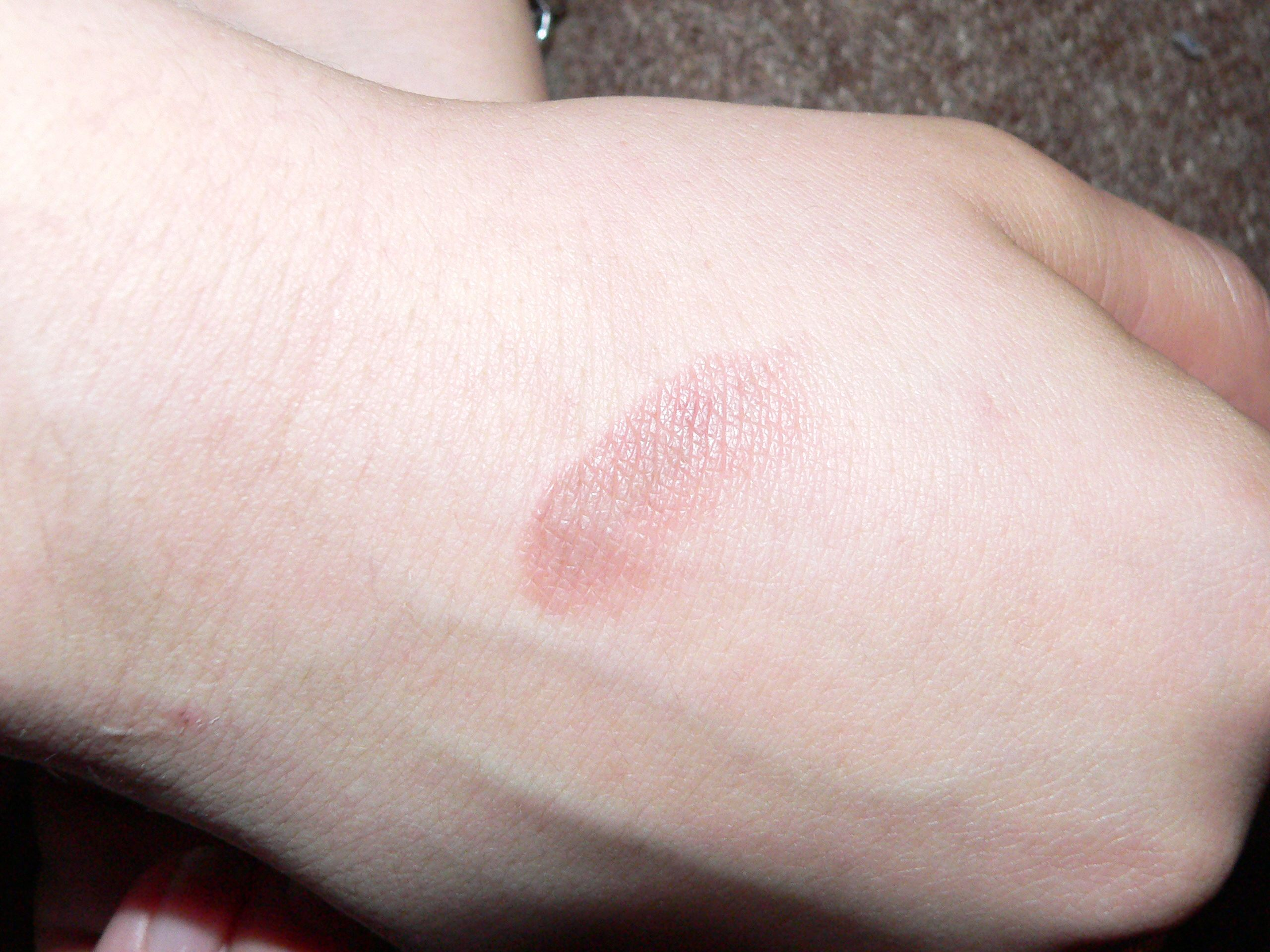
Évolution d'une brûlure du 2e degré — Premier jour.
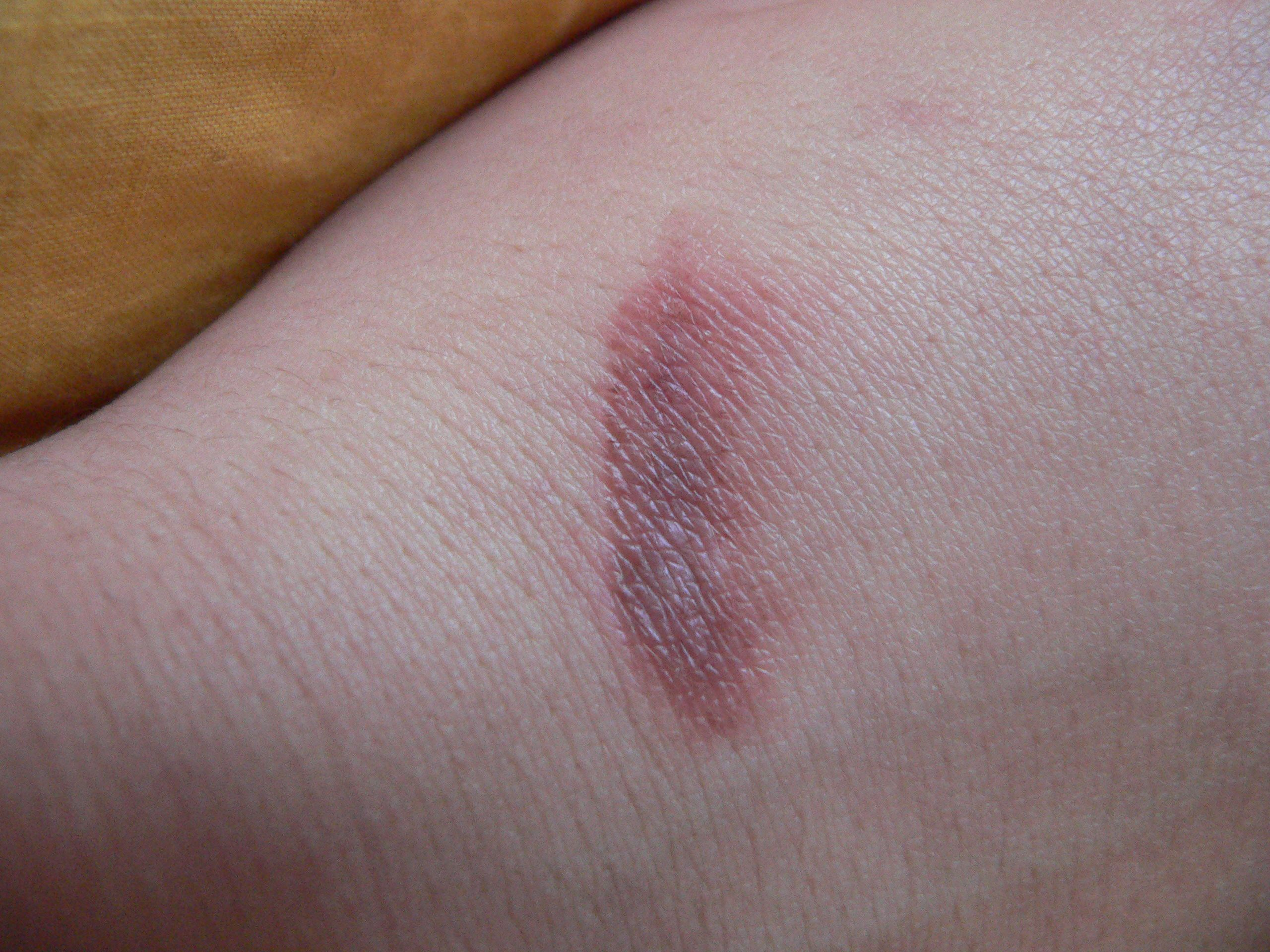
Évolution d'une brûlure du 2e degré — Deuxième jour, la cloque apparaît.

### Brûlures du troisième degré
Ce sont les brûlures les plus graves. Elles détruisent toute la peau (derme et épiderme). La peau endommagée prend alors une coloration blanche, brune ou noire. Ces régions deviennent insensibles, sèches et sujettes aux infections. Dans ce cas, il n'y a aucune possibilité de régénération d'elle-même pour la peau car toutes les cellules cutanées sont absentes. La greffe de peau est alors indispensable à la survie du blessé en cas de lésion étendue.

### Brûlures du quatrième degré ou «carbonisation»
La brûlure est si profonde qu'elle atteint les structures sous-cutanées, telles que les os et les muscles. Cette situation est critique et ne peut être améliorée que par une intervention chirurgicale. La peau est carbonisée et présente un aspect cartonné.

## Conséquences
Les brûlures graves comportent un risque vital. Les brûlures moins graves peuvent comporter un risque fonctionnel (gêne à certains mouvements) ou esthétique (cicatrisation avec chéloïdes ou problème de pigmentation de la peau).

## Premiers soins et traitement immédiat
Une prise en charge immédiate d'une brûlure peut grandement réduire ses conséquences.
Elle consiste dans un premier temps à supprimer l'agression (protection), puis :
- à faire ruisseler de l'eau courante tempérée et à faible pression sur la partie brûlée pendant 20 minutes, efficace jusqu'à trois heures après la brûlure[8]. En même temps, et s'ils ne collent pas à la peau, enlever les vêtements et bijoux qui ne collent pas à la peau sur ou près de la partie brûlée ;
- dans le cas d'une brûlure grave, à alerter les secours tout en poursuivant l'arrosage selon les consignes données. Après refroidissement on allongera la victime (sauf en cas de gène respiratoire où il est préférable de la mettre en position assise) et la protéger du froid (à l'aide d'une couverture de survie)
- dans le cas d'une brûlure simple, l'arrosage se poursuivra jusqu'à disparition totale de la douleur. Le nettoyage de la plaie est fait par un antiseptique ou de l'eau savonneuse

et dans tous les cas à surveiller la personne et respecter les consignes données. Un pansement, idéalement antiseptique, est mis en place.
L'action devant être immédiate, elle doit être faite par les témoins, voire par la victime seule. Ce sont en général des personnes n'ayant pas de compétence médicale ; les recommandations sont donc nécessairement simples.
La formation sur la conduite à tenir se fait en général lors des formations de base aux premiers secours tel que le PSC1 en France.
Une vaccination contre le tétanos doit être proposé si la plaie est souillée et la personne n'est pas vaccinée.

### Évaluation initiale de la gravité
Une brûlure peut être bénigne, ou bien nécessiter de voir un médecin, éventuellement en urgence. Dans le cadre d'une communication au grand public, on distingue donc les brûlures simples des brûlures graves, grave signifiant simplement qu'il faut appeler la régulation médicale pour avoir un avis sur la conduite à tenir.
En dehors d'un contexte médical, une brûlure thermique est considérée comme grave si on est dans l'une des conditions suivantes :
- la victime est un nourrisson ;
- la brûlure est située près d'un orifice naturel (organes sensibles, voire risque de problème respiratoire s'il s'agit du nez ou de la bouche) ou d'une articulation (dont les mains et le dos ; il y a un risque d'impotence fonctionnelle) ;
- si la brûlure touche le visage, les mains, les articulations ou les parties génitales ;
- il y a une ou plusieurs cloques couvrant une surface supérieure à la moitié de la paume de la main de la victime ;
- la peau est détruite, présentant un aspect noirâtre ;
- la brûlure est circulaire : elle fait le tour d'un membre ou d'un segment de membre. En effet, la peau va se rétracter au niveau de la brûlure, comprimant les vaisseaux et les nerfs sous-jacents, ce qui peut causer des ischémies en aval[réf. nécessaire].

Les brûlures chimiques, électriques, radiologiques sont toujours considérées comme graves.
L'évaluation de la gravité de la brûlure ne doit pas retarder les premiers gestes : l'appel aux secours peut se faire après avoir commencé le traitement.

### Cas d'une brûlure thermique externe

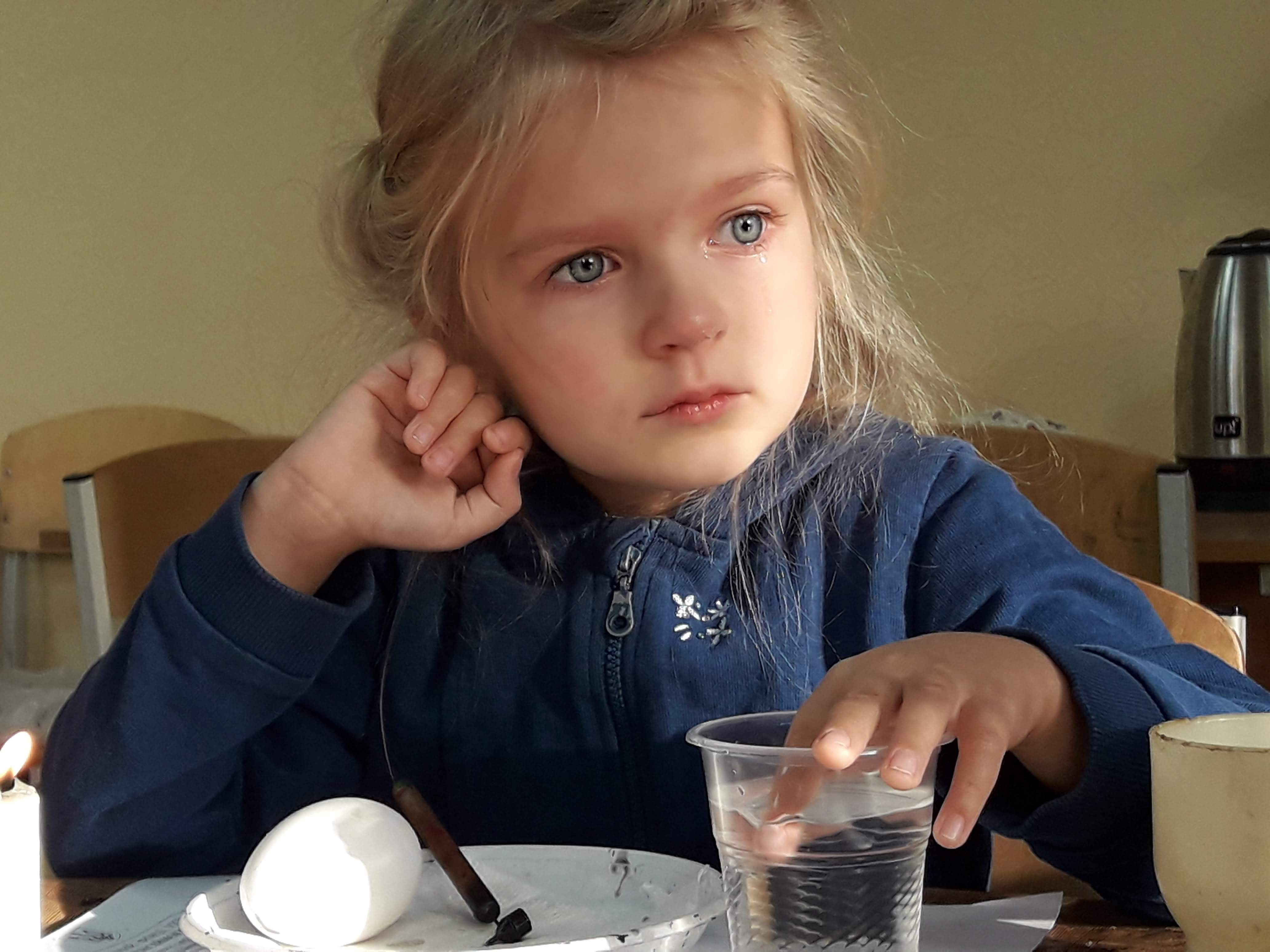
Enfant ukrainienne se refroidissant les doigts après une brûlure lors d'un atelier de décoration d'œufs de Pâques, où des bougies sont utilisées.

Le danger est la présence d'une source de chaleur. La protection consiste donc à supprimer cette source (débrancher le fer à repasser, couper le gaz…), ou au moins à en éloigner les personnes présentes.
Même après l'éloignement de la source de chaleur, la peau continue à être chaude et la brûlure progresse vers l'intérieur. L'action consiste donc à refroidir la zone brûlée — le froid ayant aussi une action antalgique — en faisant attention à :
- agir vite : pour que le refroidissement de la brûlure soit efficace, il faut qu'il ait lieu dans la demi-heure suivant la brûlure ;
- ne pas favoriser l'infection : la peau étant abîmée, elle laisse plus facilement passer les bactéries ;
- ne pas provoquer d'hypothermie[10] ; notons toutefois que dans le cadre d'une action, le risque vital est d'abord lié à la brûlure plus qu'au risque d'hypothermie.

Pour cela, on recommande de faire ruisseler de l'eau froide, par exemple l'eau du robinet, en évitant les « remèdes de grand-mère » : l'eau transporte facilement la chaleur (raison pour laquelle on l'utilise comme liquide caloporteur dans les chauffages centraux et les centrales thermiques). On utilise de l'eau « sans pression » (c'est-à-dire coulant lentement) afin que l'impact de l'eau sur la peau ne provoque pas de douleur.

#### Brûlure thermique simple
Plusieurs recommandations ont été émises (règles des 10-15, règle des 20…). Dans le cas d'une brûlure simple, le référentiel français de 2007 recommande de refroidir jusqu'à disparition de la douleur. Le risque d'hypothermie est ici négligeable.
On questionne la personne pour savoir si elle est vaccinée contre le tétanos ; si le dernier rappel date de plus de dix ans, ou en cas de doute, on amène la personne chez un médecin pour procéder à la vaccination.
On donne à la personne le conseil suivant : « si la brûlure continue à faire mal et gonfle dans les 24 heures, c'est qu'une infection se développe, il faut alors aller voir un médecin. »
Si la personne présente une ou plusieurs cloques, on protège celles-ci avec un pansement stérile (la peau protège de l'infection, il faut éviter que les cloques ne percent).
La victime peut consulter un médecin si la douleur est gênante.

#### Brûlure thermique grave
Dans le cas d'une brûlure grave, le référentiel recommande de prévenir les secours pendant que le refroidissement se poursuit, et de suivre l'avis médical concernant la durée d'arrosage.
Si la zone brûlée est recouverte par des vêtements, alors on commence à faire couler l'eau sur les vêtements, puis on essaie de retirer ces vêtements sauf s'ils collent à la peau.
Notons aussi que la zone brûlée a tendance à gonfler, on s’attache donc à retirer les bijoux de la zone brûlée avant que ne s'installe une gêne de la circulation sanguine (compression). Cette gêne peut entraîner une mauvaise irrigation des membres (ischémie) qui peut avoir des conséquences graves.
Une brûlure grave peut s'accompagner d'un malaise. Pour éviter sa survenue, et surtout pour éviter la chute de la victime, on peut asseoir la victime pendant le refroidissement (éventuellement par terre). Si l'on interrompt le refroidissement avant l'arrivée des secours, on allonge la victime — sauf gêne respiratoire — sur une zone non brûlée — pour éviter la douleur — et si possible sur un drap propre — pour éviter l'infection.

#### Qualité du refroidissement
Le refroidissement est un geste qui doit être fait immédiatement, « dans l'urgence », on n'a donc en général pas le choix du mode de refroidissement. Notons toutefois qu'il faut éviter une eau glacée qui peut aggraver les lésions par la contraction des petits vaisseaux qu'elle entraîne.
Par ailleurs, s'il n'est pas possible d'obtenir un avis médical, il est recommandé de poursuivre le refroidissement durant au moins un quart d'heure.

### Cas d'une brûlure thermique interne
Une brûlure interne est une brûlure qui concerne les voies respiratoires ou digestives. Elle résulte de l'absorption ou l'inhalation d'un produit chaud (aliment, d'un gaz entre autres les gaz produits par combustion) ou d'une substance caustique (produit chimique).
Une fois la protection assurée (s'il s'agit d'un gaz, il faudra probablement éloigner la personne par un dégagement d'urgence en apnée), il faut faire le bilan de la personne, prévenir les secours, et la surveiller en attendant les secours (la protéger des intempéries, la couvrir s'il fait froid, lui parler, etc.). Si elle est consciente, on lui proposera la position semi-assise. Sinon, on ne s'occupe que des fonctions vitales, et on empêche toute tentative de faire boire ou de faire vomir.
Une brûlure interne est toujours grave.

### Cas d'une brûlure par le froid

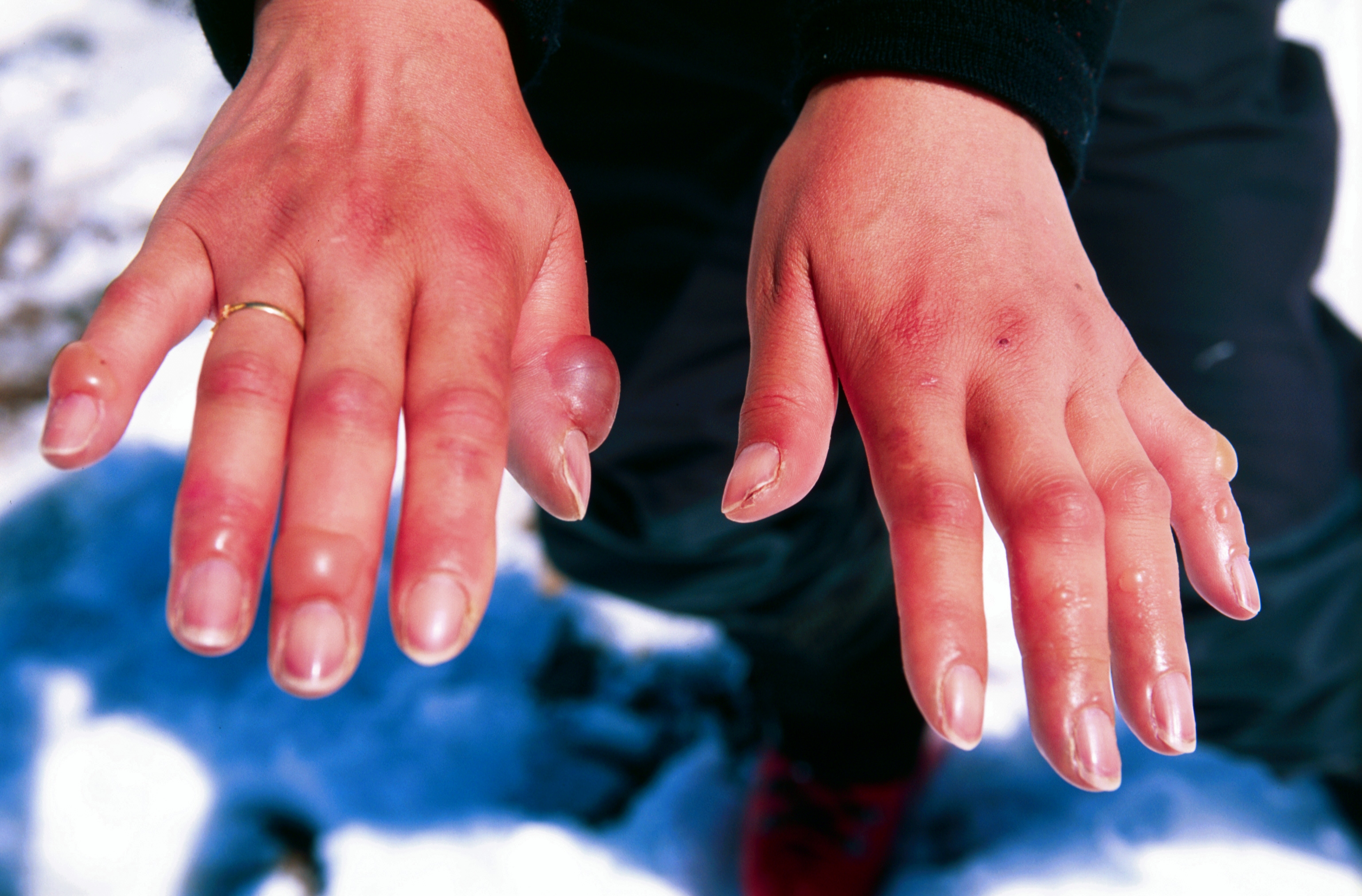
Gelures causées par le froid sur les mains d'une alpiniste.

La gelure est une brûlure par le froid. Comme pour une brûlure, la gelure peut être superficielle ou profonde. Elle peut parfois atteindre les muscles et les os.
Elle peut être provoquée par quelque chose de froid et un frottement (exemple : une chaussure mouillée et une chaussette se frottent ensemble et créent une brûlure par le froid).
Souvent non douloureuse au départ, elle peut entrainer une gêne au bout du 2e jour au point d'empêcher la marche.
Appliquer une chaleur externe (exemple : radiateur) sur les régions atteintes peut permettre une rémission en quelques jours.

### Cas d'une brûlure électrique
Le passage du courant électrique dans le corps ou sur la peau peut provoquer des brûlures ; on voit fréquemment deux brûlures, une au point d'entrée du courant, l'autre au point de sortie. Dans ce cas-là, le plus inquiétant n'est pas la brûlure en elle-même, mais les risques de l'électrisation : le passage du courant a pu perturber le fonctionnement du système nerveux, du cœur (fibrillation), et a pu détruire des cellules à l'intérieur du corps (rhabdomyolyse). On peut donc avoir une rapide dégradation de l'état de la victime pouvant aller jusqu'au décès, alors même qu'extérieurement elle semble peu touchée.
Devant une brûlure électrique, il faut donc :
- protéger (éteindre et débrancher l'appareil défectueux, voire couper le courant) ;
- allonger la victime, la mettre au repos ;
- prévenir les secours (« 112 » dans l'Union européenne, « 911 » au Canada et aux États-Unis, « 144 » en Suisse ou encore « 15 » en France) ;
- surveiller la victime en attendant les secours (la protéger des intempéries, la couvrir s'il fait froid, lui parler, etc.).

### Cas d'une brûlure chimique
Une brûlure chimique est causée par la réaction due au contact entre la peau et une substance ou un produit caustique comme un acide fort ou une base forte où la peau est aussi rongée. Le ciment, et en particulier le ciment prompt, peut être cause de graves brûlures chimiques.
Une brûlure chimique peut aussi causer en plus une intoxication.
Il s'agit donc du plus grave type de brûlures car son action perdure tant que la cause de la brûlure n'a pas été chimiquement neutralisée.
Les consignes sur la conduite à tenir sont écrites sur toutes les bouteilles de produits chimiques, que ces produits soient professionnels ou ménagers. De manière générale, la conduite à tenir est la suivante :
- protéger (éloigner la victime du produit, reboucher le flacon sans se brûler soi-même…) ;
- enlever les vêtements imbibés en se protégeant (mettre des gants, ou bien saisir les vêtements par l'intermédiaire d'un linge) ;
- laver la peau à grande eau (attention : uniquement si le produit ne réagit pas de façon violente avec l'eau !) afin d'éliminer le produit, et en évitant de contaminer une autre partie du corps ; en particulier en cas de projection dans l'œil, s'assurer que l'eau ne coule pas dans l'autre ;
- prévenir les secours (« 112 » dans l'Union européenne, le « 15 » en France, le 144 en Suisse et « 911 » au Canada), en précisant bien la partie touchée et la nature du produit ; de préférence conserver l'emballage pour pouvoir le montrer aux secours ;
- continuer le rinçage jusqu'à l'arrivée des secours.

### Cas d'une brûlure radiologique

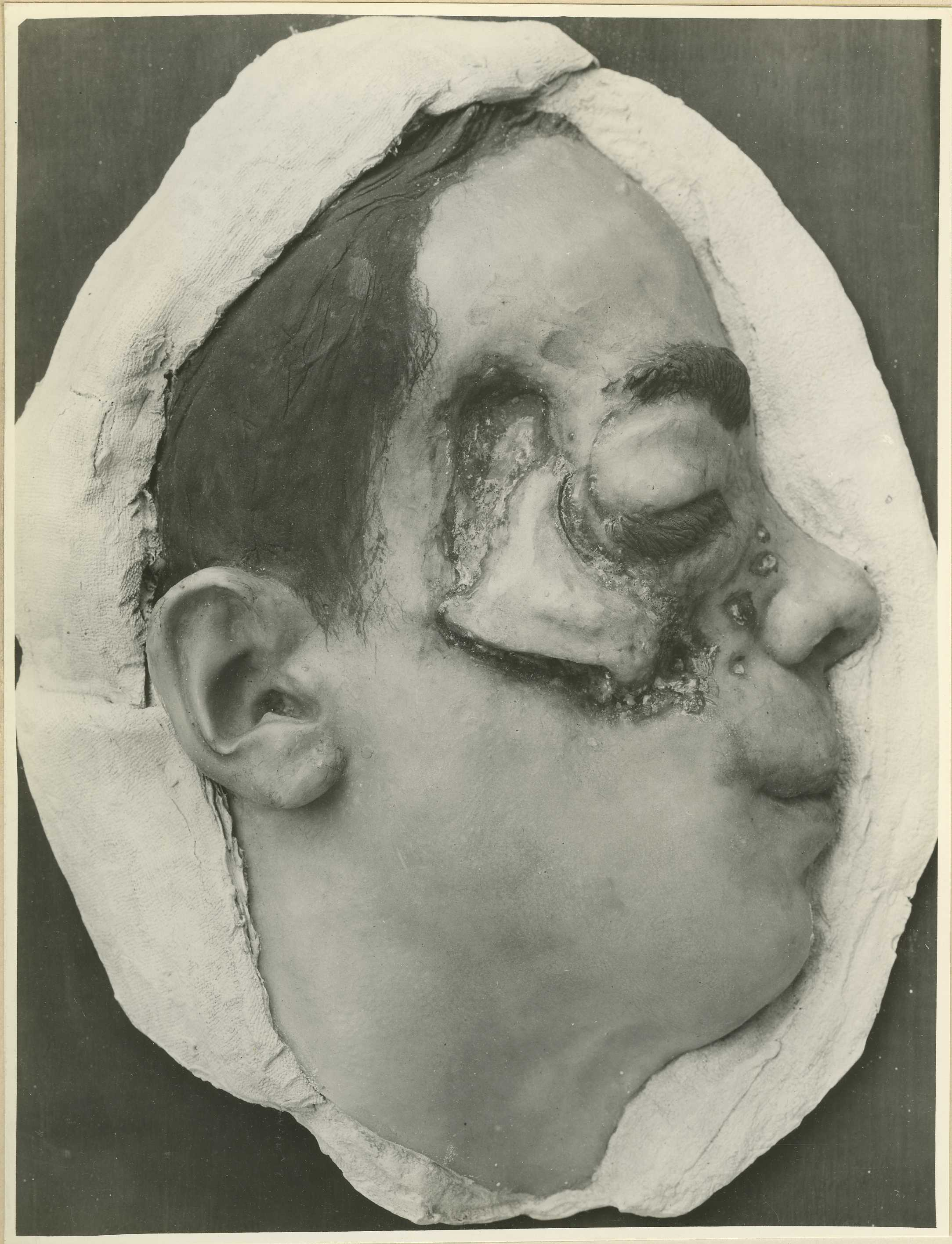
Modèle de cire, pédagogique, montrant la restauration chirurgicale d'une partie d'un visage brûlé par des rayons X (Archives médicales militaires des États-Unis)

L'exposition à des rayons X, ultraviolet ou émis par une source radioactive (externe ou interne) est une cause de brûlure potentiellement grave et au moins potentiellement mutagène et/ou tératogène (notamment quand il y a inclusion du matériau radioactif dans la cellule ou l'organisme avec brûlure interne).
Les micro-ondes peuvent aussi être (selon leur intensité, longueur d'onde, durée d'exposition…) source de brûlure interne très graves.
Ces brûlures ont aujourd'hui des causes généralement industrielles et accidentelles,. Leur gravité d'effets est de nature dose-dépendante. Les conséquences vont de l’épidermite sèche pour une brûlure externe correspondant à 8 Gy à une épidermite exudative (12 Gy) avec ulcération ou radionécrose au-dessus de 25 Gy, accompagnée de céphalées, nausées et asthénie ou d'un état de choc pour les brûlures graves. Des poussées inflammatoires très douloureuses entraînent une fibrose des tissus conjonctifs puis des lésions ischémiques et nécroses extensives. Ce type de douleur peut résister aux opiacés).
Parce qu'elles induisent des réactions inflammatoires en cascade et des « récidives fibroischémiantes avec nécroses secondaires », le traitement des brûlures radiologiques est surtout chirurgical et toujours urgent (avant l'apparition des nécroses, tant que possible), après reconstruction de dose quand cela est possible, et avec exérèse de la zone brûlée suivie d'une greffe de peau (pour les brûlures externes). Mais les résultats sont « incertains et souvent décevants » et le choix du volume de chair ou d'organe à retirer est rendu délicat par le fait qu'une brûlure radiologique est en partie ou en totalité invisible,. Des radionécroses récidivantes peuvent réapparaitre de manière chroniques. Certains espèrent que la réparation cellulaire à partir de cellules souches mésenchymateuses autologues (déjà testées avec succès) apportera de nouvelles voies de soins.

### Cas d'une brûlure photochimique

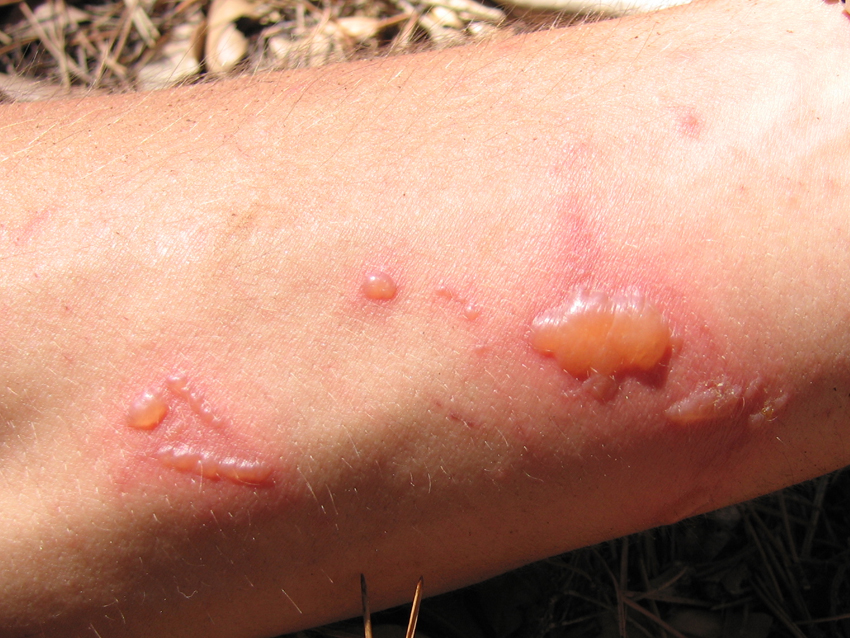
Brûlure due à la sève de rue.

La sève de certaines plantes (Apiacées, Rutacées, etc.) occasionne de graves brûlures photochimiques, de même pour la fougère « Rue des Murailles ».

### Approche secouriste
Lorsqu'une équipe de secouristes intervient sur une brûlure, la conduite de base est la même que ci-dessus. Toutefois, il s'agit de personnes intervenant en équipe avec du matériel, une formation adaptée, et subissant un stress moins important que le témoin (« préparation mentale » durant le trajet). L'action peut donc être complétée.
Si la brûlure est sur le haut du corps, on protège le bas contre le ruissellement, par exemple avec des sacs plastiques. On peut poursuivre le refroidissement avec une compresse de gel d'eau.
Une brûlure grave va fréquemment provoquer un collapsus cardiovasculaire, ce qui se verra par une pâleur intense de la peau (notamment au niveau des lèvres et des paupières pour les personnes ayant une peau sombre), un pouls rapide et filant, et une sensation de soif. Dans ce cas, et systématiquement en cas de brûlure interne ou électrique, il faut mettre la personne sous inhalation de dioxygène (débit de 15 L/min sur un adulte, 3 L/min sur un nourrisson).
Le bilan transmis à la régulation médicale devra décrire la brûlure de la manière la plus précise possible (aspect, étendue).
Si la brûlure est étendue, le transport se fera en mettant la victime dans un drap stérile et en l'immobilisant dans un matelas immobilisateur à dépression, afin de réduire la douleur. En cas de brûlure au dos, on transportera la personne à plat-ventre.

## Soins médicaux
Les médecins évaluent la gravité d'une brûlure en fonction de son degré, de son étendue (pourcentage de la surface corporelle touchée) et de sa localisation.
1er, 2e et 3e degré, sédation, hydratation par perfusion, lutte contre l'infection, oxygénothérapie hyperbare, greffe de peau, etc.
L'infection représenterait, selon certaines sources, 50 à 70 % des causes initiales du décès des grands brûlés. Elle aggrave dans tous les cas les cicatrices.
Il existe des recommandations européennes sur la prise en charge des brûlures de gravité intermédiaire, publiées en 2007.

### La règle des neuf de Wallace
L'étendue de la brûlure peut être évaluée rapidement grâce à la « règle des neuf » de Wallace. La tête représente 9 % de la surface corporelle, chacun des bras représente 9 %, chaque jambe 18 %, le dos et l'avant du torse 18 % chacun, la région génitale et la paume des mains environ 1 %.
| Partie corporelle         | Surface atteinte |
| ------------------------- | ---------------- |
| Tête et cou               | 9 %              |
| Face antérieure du tronc  | 18 %             |
| Face postérieure du tronc | 18 %             |
| Chaque jambe              | 18 % (×2)        |
| Chaque bras               | 9 % (×2)         |
| Périnée                   | 1 %              |
| Total                     | 100 %            |

| Partie corporelle         | Surface atteinte |
| ------------------------- | ---------------- |
| Tête et cou               | 17 %             |
| Face antérieure du tronc  | 18 %             |
| Face postérieure du tronc | 18 %             |
| Chaque jambe              | 14 % (×2)        |
| Chaque bras               | 9 % (×2)         |
| Périnée                   | 1 %              |
| Total                     | 100 %            |

Seules les zones, dites « désépithélialisées », c'est-à-dire ayant perdu la couche la plus superficielle de la peau, doivent être comptées dans le calcul. Les zones simplement « rouges » (érythème) n'entrent pas dans le calcul de la surface.

### Soins aux«grands brûlés»
Des unités hospitalières spécialisées prennent en charge les brûlures graves en raison de leur étendue, leur degré, leur localisation ou du fait d'un risque de complications sérieuses (les infections des plaies sont la 1re cause de septicémie de brûlés et elles augmentent la morbidité et la mortalité liées aux brûlures).
Une des difficultés est que les brûlures internes éventuelles sont difficiles à visualiser et à traiter, plus ou moins selon leur superficie, leur degré d'infection, leur profondeur et localisation. C'est notamment le cas des brûlures des poumons par inhalation d'air très chaud ; selon l'analyse de 500 cas de trauma inhalateur, la mort des brûlés était causée par l'intoxication, la pneumonie et la septicémie.
Certains tests permettent de mieux diagnostiquer, et de manière rapide, les organes internes touchés. Un risque majeur est le développement de bactéries antibiorésistantes, éventuellement nosocomiales sur les plaies.
Les thérapies par bactériophages (virus infectant naturellement les bactéries) sont un moyen de traiter des infections causées par des bactéries multirésistantes aux antibiotiques, par exemple contre Pseudomonas aeruginosa. Selon un essai en phase 2 récent, randomisé, le traitement se montre efficace et bien toléré (par rapport à une crème contenant une émulsion de sulfadiazine à 1 % d'argent) mais certaines bactéries se montrent également résistantes aux faibles doses de phages. Les effets de concentrations plus élevées en phages et des phagogrammes accrus dans un plus grand échantillon de participants sont encore nécessaires selon les auteurs.